# Pol Pot
Pol Pot, vlastním jménem Saloth Sar (březen 1925,[zdroj?] později oficiálně[ujasnit] udáván 19. květen 1925 nebo 1928 Prek Sbauv, Francouzská Indočína – 15. dubna 1998 Anlong Veng, Kambodža), byl kambodžský komunistický revolucionář a politik, vůdce Rudých Khmerů a premiér Kambodže v letech 1976–1979. Během jeho totalitní vlády byly zabity více než dva miliony Kambodžanů.

## Studium
Jeho otec byl bohatý venkovský sedlák. V roce 1934 byl Pol Pot poslán do Phnompenhu na tradiční roční pobyt v buddhistickém klášteře, v letech 1935–1943 chodil na francouzskou školu École Miche vedenou katolickými misionáři v Phnompenhu, v letech 1943–1947 na nižší střední školu Collége Preah Sihanouk v Kompongchamu, v letech 1947–1948 na Lycée Sisowath v Phnompenhu (zde propadl) a v letech 1948–1949 na Technickou školu v Phnompenhu. Zde složil závěrečné zkoušky a obdržel stipendium, aby mohl ve studiu pokračovat ve Francii.
V Paříži pobýval v letech 1949–1952 a studoval na École française de radioélectricité, nedokončil ji, ztratil stipendium a musel se vrátit do Kambodže. Mnohem více než studium ho v Paříži zaujala politika. Zprvu byl Pol Pot pouze vlastencem, který hledal cesty, jak svou zemi zbavit francouzských kolonialistů, záhy se však přidal ke komunistům. Stal se členem marxistického kroužku, který v Paříži založili kambodžští studenti pod vedením Ieng Saryho, a pravděpodobně byl i členem Francouzské komunistické strany.

## Návrat do Kambodže
Po návratu do vlasti v lednu 1953 záhy odešel do východního pohraničí ke komunistickým povstalcům z Viet Minhu, v následujícím roce se vrátil do Phnompenhu, kde se plně oddal práci v protokomunistické Lidové revoluční straně Kambodže (LRSK). Na živobytí si vydělával jako učitel dějepisu a francouzské literatury na soukromé škole. V LRSK náležel k tvrdému jádru, které usilovalo o vytvoření opravdové komunistické strany.
To se stalo v roce 1960, kdy byla založena Komunistická strana Kampučie (KSK). Pro kambodžské komunisty se začalo používat označení Rudí Khmerové. Kvůli přepjatému utajování, které bylo pro stranu charakteristické, byl až do roku 1978 její název tajen i před řadovými členy a mluvilo se o ní jen jako o „Organizaci“ (Angkar). Pol Pot se stal členem ÚV KSK a v roce 1962 jejím vůdcem.
V roce 1963 Pol Pot a vedení KSK opustili Phnompenh a odešli do džungle na východě země. Na přelomu let 1964/65 Pol Pot navštívil Hanoj a Peking. Vietnamci ho zklamali, neboť ho nabádali, aby skončil s násilným odbojem proti princi Norodomu Sihanukovi, jenž byl jejich spojencem. Zato v Číně se Pol Potovi dostalo dobrého přijetí, a proto se Rudí Khmerové přimkli k Číně.

## Povstání a diktatura

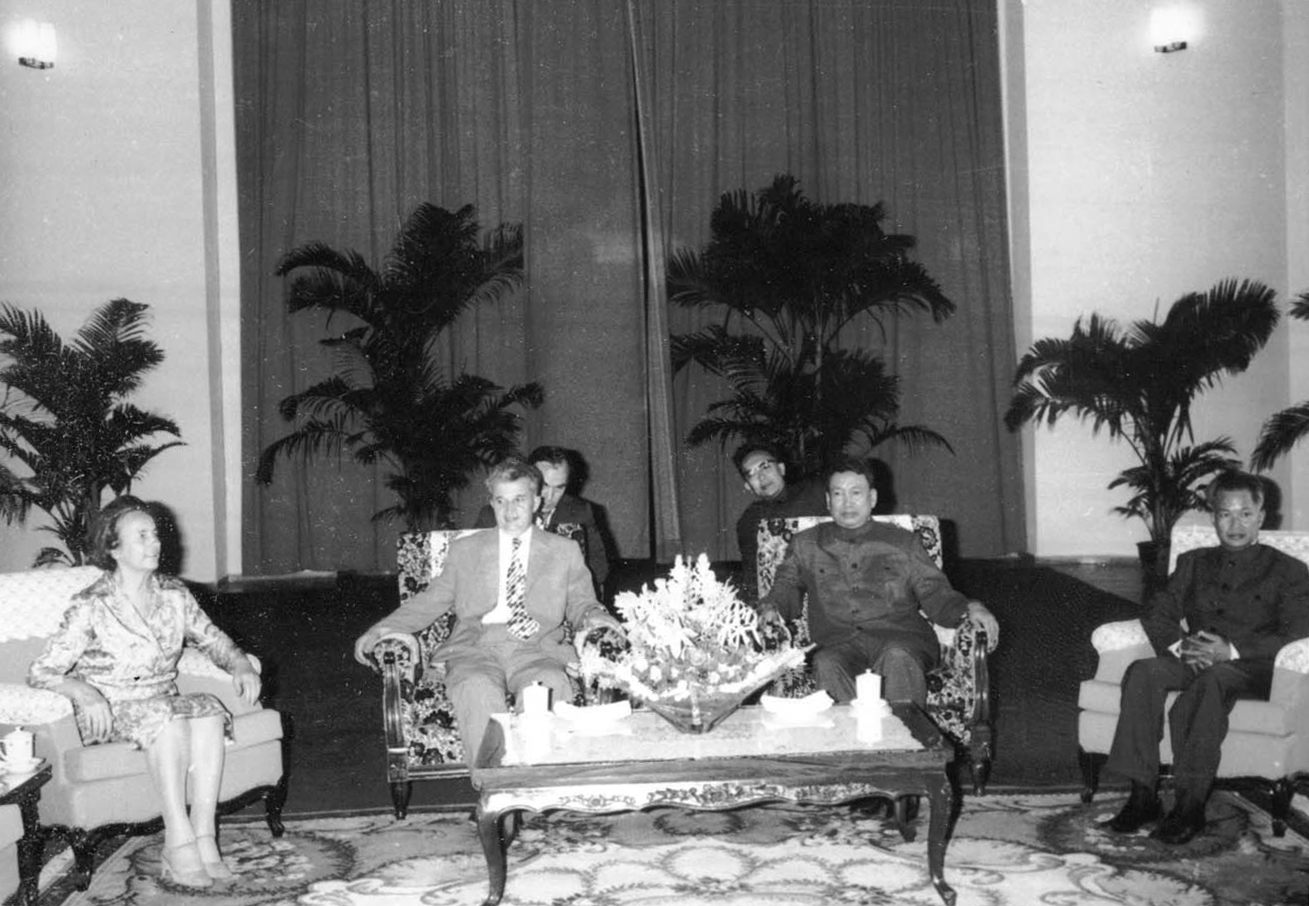
Nicolae Ceaușescu a Pol Pot v roce 1978

V roce 1968 Rudí Khmerové zahájili povstání, k němuž se v roce 1970 přidal i Norodom Sihanuk, svržený Lon Nolovým pučem. Po pětileté občanské válce Rudí Khmerové Lon Nola porazili, 17. dubna 1975 obsadili Phnompenh a nastolili v Kambodži jednu z nejpodivnějších a nejbrutálnějších hrůzovlád, jakou dějiny poznaly.
Ihned po vítězství začali Rudí Khmerové uvádět v Kambodži, nyní přejmenované na Demokratickou Kampučii, do života svoji ideologii. Ta byla sloučeninou zkresleného učení marxismu-leninismu (Pol Pot a jeho druzi byli s marxismem obeznámeni jen povrchně, vybírali si z něj, co se jim hodilo, a ostatní ignorovali), vypjatého kambodžského nacionalismu a náboženských prvků. Jejich cílem bylo převést Kambodžu z feudalismu rovnou do komunismu, vytvořit venkovskou rovnostářskou společnost založenou prakticky výhradně na zemědělství. Pol Pot fakticky zlikvidoval města, která pokládal za nenapravitelná semeniště kapitalismu. Všechna města v Kambodži byla vysídlena (Phnompenh hned 17. dubna 1975) a obyvatelé přestěhováni na venkov, často jen do džungle, aby se tu „převychovávali“ prací. Pol Pot a vedení státu sídlili ve vylidněném Phnompenhu.
Byly zrušeny peníze a zakázán obchod. Život a oblečení Kambodžanů byly plně unifikovány: každý měl mít jen pár základních věcí a musel být jednotně oblečen do černého stejnokroje. Lidé byli rozděleni do družstev a celé dny museli dřít na polích. Rybolov a sbírání plodů spadlých ze stromů byly zakázány jako kontrarevoluční činy. Manželští partneři byli lidem přidělováni a páry se mohly stýkat jen ve vymezených časech za účelem plození dětí. Ty pak byly rodičům odnímány a vychovávány Angkarem. Místo „já“ se muselo říkat „my“, děti své rodiče nazývali „strýčku“ a „teto“, zatímco ostatní dospělé „otče“ nebo „matko“. Intelektuálové, za něž byli považováni například ti, co nosili brýle nebo uměli cizí jazyk, byli likvidováni. Tisk byl zrušen. Národnostní menšiny (Vietnamci, Čamové a Číňané) byly tvrdě perzekvovány a musely se vzdát všeho, co je odlišovalo od ostatních Kambodžanů. Mnoho z nich bylo zavražděno v důsledku genocidy.
V letech 1976–1978 byly v KSK provedeny krvavé čistky. Jejich symbolem se stalo vězení a mučírna Tuol Sleng v Phnompenhu (dnes je tam muzeum genocidy). Čistky zlikvidovaly stranickou hierarchii ve velké části země. Čistka v roce 1978, při níž vypuklo na východě země povstání, stála život 100 000–250 000 lidí. Perzekuce se vyznačovala nesmírnou brutalitou. Metody poprav byly barbarské. Lidé byli odvedeni na tzv. vražedná pole a tam zastřeleni, stínáni mačetami, ušlapáni slony, ubiti kyji a motykami nebo umučeni k smrti. Těla obětí, často ještě jevící známky života, byla házena do hromadných hrobů.
Od roku 1975 docházelo k pohraničním potyčkám s Vietnamem, vztahy mezi oběma zeměmi se neustále zhoršovaly. Když roku 1978 Rudí Khmerové vyvraždili obyvatele pohraniční vietnamské obce Ba Chúc, Vietnam se rozhodl zaútočit. Na přelomu let 1978 a 1979 Vietnamci vpadli do Kambodže a režim Rudých Khmerů svrhli.

## Partyzánské období
Rudé Khmery se však úplně potřít nepodařilo, přešli totiž k partyzánské válce. Od roku 1979 až do své smrti Pol Pot pobýval dílem v Thajsku, dílem na západě Kambodže u thajských hranic na území, jež Rudí Khmerové ovládali. Aby Rudí Khmerové znovu získali podporu obyvatelstva, provedli dalekosáhlou přestavbu ideologie i hnutí. Od požadavku komunistické revoluce bylo upuštěno a v roce 1981 byla rozpuštěna KSK.

## Smrt
Roku 1996 Pol Pota opustil nejbližší spolupracovník Ieng Sary a polovina jeho věrných, což bylo více než 4000 mužů. Následujícího roku 1997 nechal Pol Pot zavraždit velitele vojska Rudých Khmerů Son Sena, jehož podezíral ze zrady. Následně byl Rudými Khmery, kteří se obávali dalších čistek, svržen a odsouzen k doživotnímu domácímu vězení. V něm 15. dubna 1998 zemřel. Jeho tělo bylo spáleno na hranici. V následujícím roce byl vládními jednotkami zlikvidován i zbytek Rudých Khmerů.
Pol Pot byl dvakrát ženatý: s Khieu Ponnary (1956) a s Meas (1985), s níž měl dceru Sithu.
Odhad počtu Pol Potových obětí z let 1975–1979 kolísá mezi 1 až 3 miliony; Kambodža měla tehdy přibližně 7 až 8 milionů obyvatel. Část obětí byla zavražděna či umučena v důsledku genocidy, část zemřela hladem, nemocemi a vyčerpáním. Třetina až polovina veškerého obyvatelstva Kambodže za vlády Rudých Khmerů onemocněla nebo hladověla, případně obojí.